# Immon
Immon (ou Emmon), mort en 859 ou 860 à Noyon ou Tournai, est un prélat français du IXe siècle, évêque de Noyon-Tournai de 840 à 859 ou 860.

## Biographie
Immon, dont les origines familiales, la date de naissance et les années de formation ne sont pas documentées, est élu évêque de Noyon-Tournai en 840, après le décès de son prédécesseur Fichard. Sa première mention dans les textes date de cette année, quand il contresigne avec sept autres évêques un acte publié par Ebon, archevêque de Reims, peu après le rétablissement de ce dernier dans ses fonctions par le roi Lothaire II (24 juin 840),. 
Durant son magistère, Immon assiste à plusieurs conciles : en avril 845 à Beauvais (au cours duquel le moine Hincmar est élu archevêque de Reims), en 846 à Paris, en 849 à Tours, et le 26 avril 853 au synode organisé dans le monastère de Saint-Médard à Soissons : lors de ce dernier, il présente un mémoire pour protester contre les prélats ayant reçu l’ordination d'Ebon,. En 859, il participe au concile de Savonnières, destiné à assurer une paix durable entre les trois descendants de Charlemagne, Charles II le Chauve, Lothaire II et Charles de Provence.
Immon est mentionné comme missus de Charles II le Chauve, qui lui accorde sa confiance dès le début de son magistère,. Le 7 mars 845, en présence de ce souverain et de Wenilon, archevêque de Sens, il assiste à l’élévation et au transfert des reliques de Saint Cassien dans l’église de Saint-Quentin (il s’agit de l’abbatiale carolingienne, et non de la basilique actuelle, dont la construction a débuté vers 1170). En 855, il obtient de Charles II la confirmation des privilèges et des donations faites en 575 à l'évêque Chrasmarus par le roi Chilpéric Ier, ainsi que du décret fixant à trente le nombre des chanoines de la cathédrale de Tournai. Il reçoit également de lui l'approbation de la donation de la terre de Lamain et d'autres biens situés en Flandre,.
L'évêque Immon est massacré par les Vikings, sur le seuil de la cathédrale, lors du sac de Tournai en 859 ou 860. Pour d’autres auteurs, il est tué le 28 avril 859 ou 860 pendant le pillage de Noyon, là encore à l’entrée de la cathédrale, ou bien à quelque distance de la ville après avoir été fait prisonnier,,,, ; une source précise ainsi : « [Les Normands] avancèrent jusqu'à Noyon, surprirent la ville pendant la nuit, la pillèrent et firent prisonniers l'évêque Emmon avec les principaux [membres] du clergé et de la noblesse. Après le pillage, ils les emmenèrent, et, en chemin, ils les massacrèrent inhumainement pour s'épargner la peine de les garder... ». Selon une tradition locale, ce massacre aurait été perpétré au lieu-dit La Tombelle, une éminence située sur la route de Ham, entre les communes de Noyon et Guiscard,,.